# Cinémathèque Jean Marie Boursicot
Pour les articles homonymes, voir Boursicot.
 (décembre 2020).
Si vous disposez d'ouvrages ou d'articles de référence ou si vous connaissez des sites web de qualité traitant du thème abordé ici, merci de compléter l'article en donnant les références utiles à sa vérifiabilité et en les liant à la section « Notes et références ».
La Cinémathèque Jean Marie Boursicot est une entreprise consacrée exclusivement à la conservation du film publicitaire, et basée à Marseille, France. C'est une initiative privée, fondée par Jean Marie Boursicot et totalement autofinancée (elle ne reçoit aucune subvention publique ou privée).

## Présentation
En 2020, elle rassemblait plus de 1,2 million de spots publicitaires de 1898 à nos jours, soit 122 ans de productions filmées couvrant la création publicitaire de plus de 80 pays. La Cinémathèque s'enrichit chaque année de 20 000 à 25 000 films supplémentaires envoyés par 750 correspondants d’agences de publicité répartis dans 80 pays.
Elle est donc devenue le partenaire de chaînes de télévision publiques ou privées, d'agences de publicité et d'annonceurs qui sont amenés à utiliser ses archives pour illustrer leurs émissions de variétés, documentaires, téléfilms ou longs-métrages dans le domaine particulier du film publicitaire.
La cinémathèque est l'organisatrice et la productrice de l'évènement La Nuit des Publivores, créée en 1981 par Jean Marie Boursicot et produit dans une quarantaine de pays.
Elle produit des émissions « clés en mains » avec diverses chaines, et édite des compilations thématiques ainsi que des documentaires sur la publicité, en association avec des distributeurs. 
La Cinémathèque Jean Marie Boursicot collabore avec des musées comme le Centre Georges Pompidou ou la Cité des sciences et de l'industrie, pour la mise en œuvre d’expositions permanentes ou temporaires[source secondaire souhaitée].
Le Musée des Technologies de Vienne, le Technisches Museum Wien, a ouvert, début 2003, un espace consacré à la cinémathèque[source secondaire souhaitée] et à l’histoire de la publicité filmée.
Enfin, la majorité des festivals publicitaires internationaux, comme le Festival de la publicité de Méribel, les Clio Awards, ou l'Advertising Week de New York sont partenaires de la cinémathèque[source secondaire souhaitée].
La Cinémathèque Jean Marie Boursicot collabore avec plusieurs maisons d’édition d’ouvrages scolaires[source secondaire souhaitée], en particulier avec Hachette Éducation. 
Enfin, la Cinémathèque Jean Marie Boursicot offre la possibilité aux étudiants universitaires de consulter l’ensemble de ses archives pour entreprendre des recherches[source secondaire souhaitée] favorisant la rédaction de leurs mémoires et thèses.